# Villa des Otages
Villa des Otages je soukromá ulice v Paříži. Nachází se ve 20. obvodu. Její název odkazuje na 50 popravených rukojmích (fr. otages) během Pařížské komuny dne 26. května 1871.

## Poloha
Ulice začíná na křižovatce s Rue Haxo u domu č. 85 a končí jako slepá ulice ve vnitrobloku.

## Historie
Bývalá koncertní kavárna nazývaná Cité de Vincennes byla během Pařížské komuny využívána jako velitelské stanoviště komunardů.
Dnešní název ulice získala na památku rukojmích zastřelených na tomto místě dne 26. května 1871 na příkaz vedení Komuny během tzv. krvavého týdne. Došlo zde k masakru vězňů z věznice Roquette komunardy. Na tuto událost upomíná pamětní deska na domě č. 85 v Rue Haxo.
Popravení byli vhozeni do společného hrobu. Dne 29. května 1871 je exhumoval vojenský kaplan A. Escalle. Civilisté byli pohřbeni na hřbitově v Belleville, kde je stéla s jejich jmény, duchovní byli převezeni do Paříže a byli pohřbeni na různých místech.